# Gara Bordet
Gara Bordet (în franceză Gare de Bordet, în neerlandeză Station Bordet) este o gară din Bruxelles, Belgia. Ea este poziționată pe linia 26, între gările Haren și Evere. Gara Bordet este situată în municipalitatea Evere, în vecinătatea graniței administrative cu Orașul Bruxelles, la intersecția șoselelor Chaussée de Haecht/Haachtsesteenweg și Avenue Jules Bordet/Jules Bordetlaan. 
Gara este construită sub nivelul străzii. La nivelul străzii se găsesc ultimele stații ale liniei de tramvai 55 și liniei de autobuz 59, operate de MIVB-STIB, care oferă o conexiune cu transportul regional. Autobuzele liniilor 45 și 69 opresc și ele la Gara Bordet. În dreptul gării există și o stație a operatorului flamand de transport De Lijn. În această stație opresc autobuzele liniilor 270, 271 și 272, precum și serviciul de maxi-taxi la comandă 471.

## Situația feroviară
Haltă a SNCB-NMBS, Bordet este un punct de oprire nedeservit de personal (PANG), cu acces liber. Construită în debleu la 48 de metri față de nivelul mării, gara este situată la kilometrul feroviar (PK) 3,90 al liniei 26 de la Schaerbeek la Halle, între gările Haren și Evere. Accesul la peroane se face pe scările sau pe rampele construite pentru a conecta stația cu căile rutiere învecinate.
Prin Gara Bordet circulau doar trenuri preorășenești ale liniilor S4, S5, S7 și S9, și doar în zilele lucrătoare. În contextul Rețelei Expres Regionale a Regiunii Capitalei Bruxelles (RER), numărul trenurilor care vor circula în și în jurul orașului în orele de vârf se va tripla. În 2004/2005, gara a fost deja adaptată în acest sens: au fost construite rampe pentru a îmbunătăți accesul persoanelor cu handicap, iar peroanele au fost extinse.

## Istoric
Linia, inaugurată în 1926, a fost în principal folosită pentru traficul de mărfuri din jurul Bruxelles-ului. Abia în 1976 Societatea Națională a Căilor Ferate Belgiene (SNCB) a deschis traficului de pasageri tronsonul cuprins între Etterbeek și Vilvorde și a pus în serviciu stațiile de pe acest tronson, printre care și Bordet.
La începutul lui 2005 au fost inaugurate noile amenajări ale Gării Bordet, configurată pentru a deveni haltă a Rețelei Expres Regionale (RER), încă în lucru, dar intrată în vigoare pe 13 decembrie 2015.
Odată cu deschiderea, în aprilie 2016, a tunelului feroviar Schuman-Josaphat, în Gara Bordet opresc și trenurile Intercity ale liniilor IC 17 și IC 27.

## Curse de călători
Cursele de călători sunt efectuate doar în zilele lucrătoare. Gara este deservită de următoarele trenuri preorășenești:
- Serviciul RER (S4) Vilvoorde - Merode - Etterbeek - Brussels-Luxembourg - Denderleeuw - Aalst;
- Serviciul RER (S5) Mechelen - Brussels-Luxembourg - Etterbeek - Halle - Enghien (- Geraardsbergen);
- Serviciul RER (S7) Mechelen - Merode - Halle;
- Serviciul RER (S9) Landen - Leuven - Brussels-Luxembourg - Etterbeek - Braine-l'Alleud;

Începând din 4 aprilie 2016:
| Tip de tren | Legătură                               | Frecvență                    |
| ----------- | -------------------------------------- | ---------------------------- |
| S4          | Vilvoorde - Aalst                      | 1/oră, doar în orele de vârf |
| S5          | Mechelen - Bruxelles-Luxemburg - Halle | 1/oră                        |
| S7          | Mechelen - Halle                       | 1/oră                        |
| S9          | Landen - Braine-L'Alleud               | 1/oră, doar dimineața        |

### Nod intermodal
Parcarea automobilelor în apropierea gării este dificilă. Gara nu are parcare proprie și nici facilități pentru biciclete. Stația Bordet a Tramvaiului din Bruxelles este situată la câteva zeci de metri și este accesibilă prin intermediul unor pasaje pietonale; stația este deservită de liniile 32, 55 și 62. Rețeaua de autobuze din Bruxelles dispune și ea de o stație în apropiere, deservită de liniile 21, 45, 59, 65, 69 și 80. Există și o stație a rețelei De Lijn pentru autobuzele liniilor 270, 271, 272 și 471.